# Se il seme non muore
Se il seme non muore è l'autobiografia dello scrittore francese André Gide, pubblicata nel 1924 presso l'Editore Gallimard.

## Trama
Lo scrittore comincia il racconto a partire dall'infanzia, mettendo in luce le sue difficoltà nel relazionarsi all'altro; è in particolare rilevante la figura della madre, che con la sua educazione contribuisce a fare di André un bambino timido che rifiuta il confronto con i coetanei (finge infatti di essere malato per non recarsi a scuola).
Vengono descritte le crisi etiche dello scrittore, che con difficoltà riesce a conciliare l'educazione puritana ricevuta con le proprie pulsioni istintive; la forte tensione idealista che è presente in Gide deve fare i conti con quanto vi è di scabroso nei suoi istinti.
La debolezza e il complesso di inferiorità nei confronti dell'altro ingenerato dall'educazione familiare porteranno lo scrittore a scoprire la sua omosessualità.
Proprio nella sensualità Gide trova l'equilibrio fra la ricerca dell'estasi e la purezza morale.
L'opera è attraversata nondimeno dall'amore platonico per la cugina Madeleine, simulacro di tutto ciò che lo scrittore ama, di tutto ciò che egli ritiene bello e puro, e che sposa nell'ottobre 1895 lasciando tuttavia il matrimonio in bianco.

## Edizioni italiane
- Se il grano non muore, traduzione di Garibaldo Marussi, Milano-Roma, Bompiani, 1947.
- Se il seme non muore, traduzione di G. Marussi, Introduzione di Roberto Cantini, Collana Oscar n.631, Milano, Mondadori, 1975.
- Se il grano non muore, traduzione di G. Marussi, a cura di Piero Gelli, Collana I Grandi Tascabili, Milano, Bompiani, 2017, ISBN 978-88-452-8400-7.